# مریم گلی سیخک‌دار
مریم‌گلی سیخک‌دار (نام علمی: Salvia aristata) نام یک گونه از سرده مریم‌گلی است.